# 柳侯公园
24°19′17″N 109°24′40″E / 24.321348°N 109.411127°E

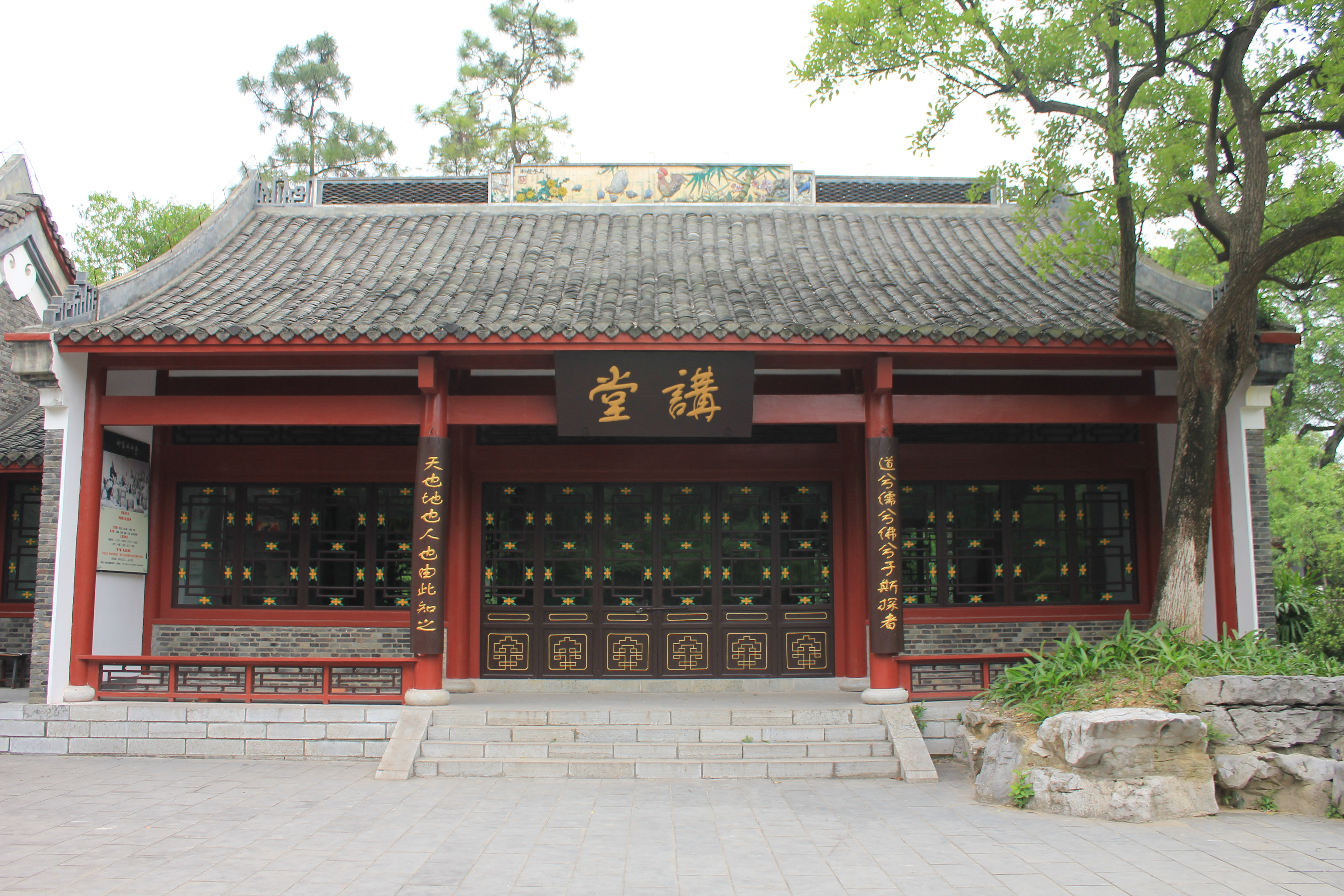
柳侯祠讲堂

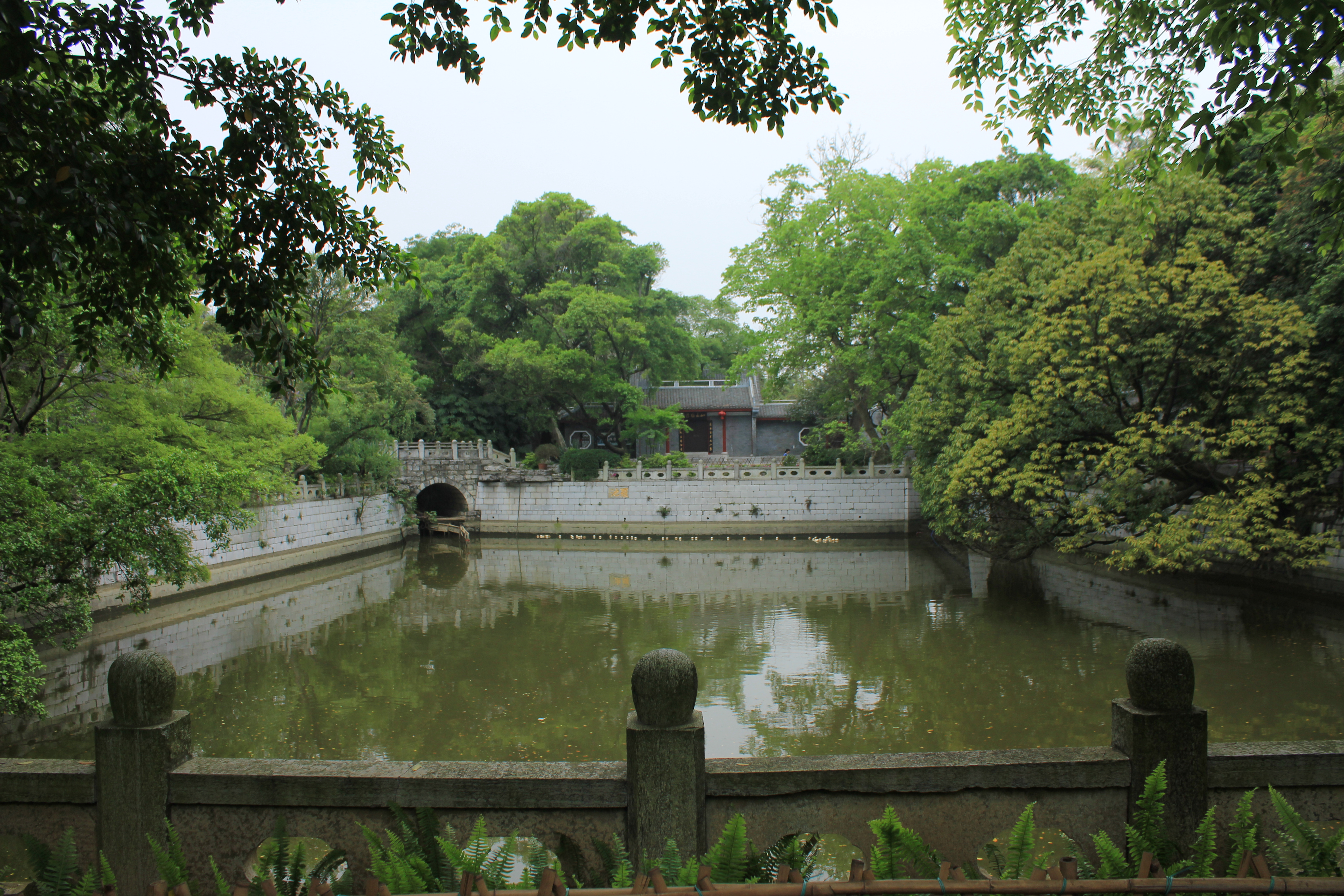
柳侯公园内罗池

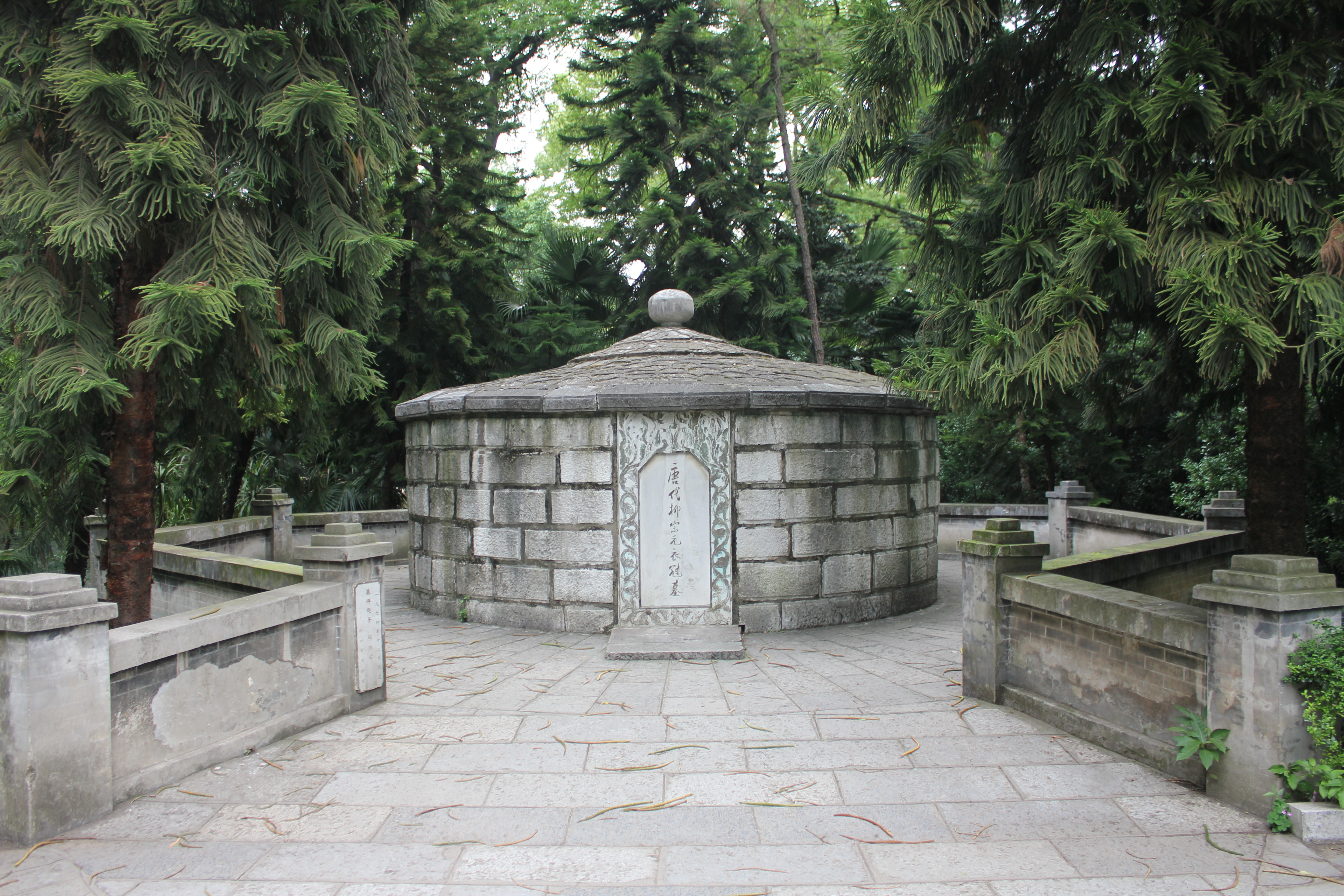
唐代柳宗元衣冠墓

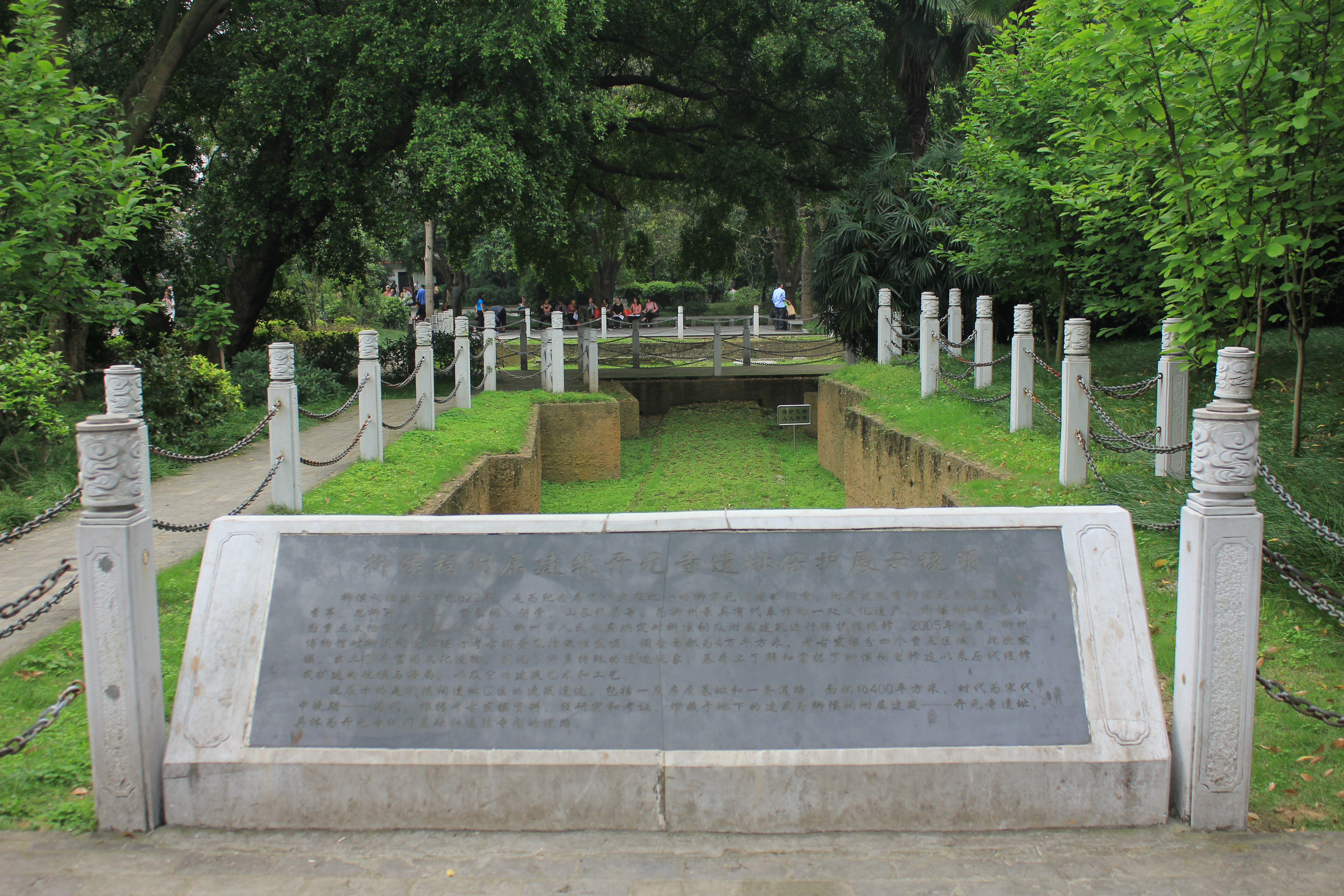
唐开元寺遗址

柳侯公园位于广西壮族自治区柳州市柳州半岛中心。为国家4A级旅游景区、国家重点公园。

## 历史
主要建筑有为纪念唐代文学家，改革家柳宗元而修建的柳侯祠。柳侯祠外还有唐代柳宗元衣冠墓，唐开元寺遗址，罗池，柑香亭，盆景园，和儿童乐园等景物。